# Josh Stamberg

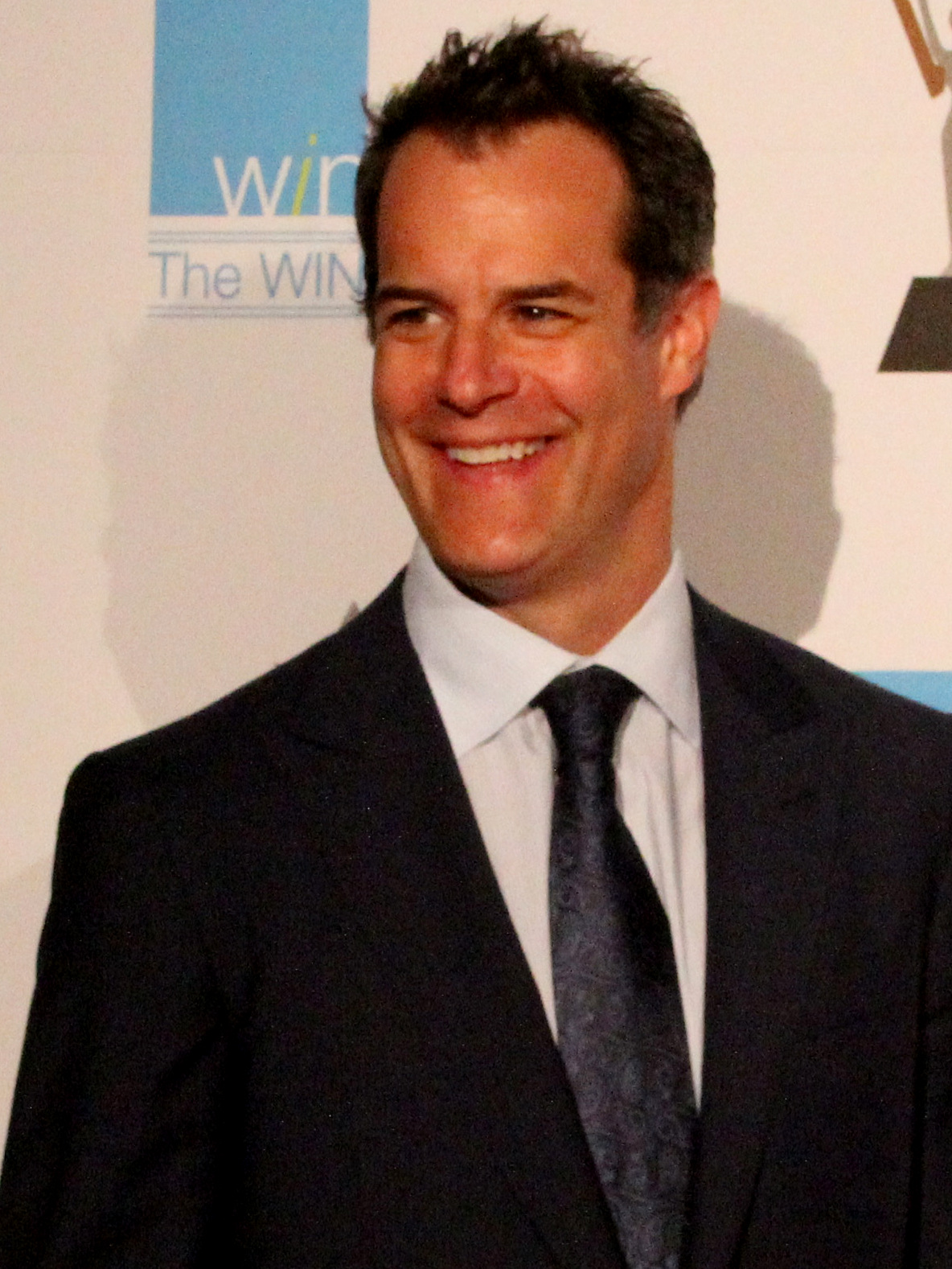
Josh Stamberg (2012)

Joshua Collins „Josh“ Stamberg (* 4. Januar 1970 in Washington, D.C.) ist ein US-amerikanischer Schauspieler.

## Leben
Josh Stamberg wurde in Washington, D. C. als Sohn von Susan Stamberg, einer Journalistin, und Louis C. Stamberg, welcher beim State Department tätig war, geboren. Er besuchte die Maret School von der vierten bis zur zwölften Klasse. Stamberg studierte Philosophie und Schauspiel an der University of Wisconsin–Madison.
Sein Fernsehdebüt gab Josh Stamberg 1994 in dem Film  Normandy: The Great Crusade. Seitdem folgten Auftritte in Fernsehserien wie Sex and the City, Law & Order, New York Cops – NYPD Blue, Hope & Faith, CSI: Vegas, Grey’s Anatomy, It’s Always Sunny in Philadelphia, Dr. House, Lie to Me und Criminal Minds. Auftritte von zwei Episoden absolvierte er in CSI: Miami, Six Feet Under – Gestorben wird immer, Monk und Men in Trees sowie in Castle.
Seine erste längere Rolle hatte Stamberg 2005 in der Serie Over There – Kommando Irak. Im darauffolgenden Jahr war er in zehn Episoden der Serie Dating Alex neben Jenna Elfman zu sehen. Wenig später war er in der Serie  Studio 60 on the Sunset Strip zu sehen. Zwischen 2009 und 2012 hatte er die Hauptrolle des Jay Parker in der Lifetime-Serie Drop Dead Diva inne. Mit Beginn der fünften Staffel schied seine Figur auf Grund von Budgetkürzungen aus dem Hauptcast aus.
Er ist mit der Schauspielerin Myndy Crist verheiratet und hat mit ihr zwei Töchter.

## Filmografie (Auswahl)
- 1994: Normandy: The Great Crusade
- 1998: Sex and the City (Fernsehserie, Folge 1x04)
- 2002: Law & Order (Fernsehserie, 13x08)
- 2002: CSI: Miami (Fernsehserie, 2 Folgen)
- 2002: The Time Machine
- 2003: New York Cops – NYPD Blue (NYPD Blue, Fernsehserie, Folge 10x18)
- 2003–2004: Six Feet Under – Gestorben wird immer (Six Feet Under, Fernsehserie, 2 Folgen)
- 2003, 2005: Monk (Fernsehserie, 2 Folgen)
- 2004: CSI: Vegas (CSI: Crime Scene Investigation, Fernsehserie, Folge 4x12)
- 2005: Grey’s Anatomy (Fernsehserie, Folge 1x08)
- 2005: Over There – Kommando Irak (Over There, Fernsehserie, 5 Folgen)
- 2006: It’s Always Sunny in Philadelphia (Fernsehserie, Folge 2x02)
- 2006: Dating Alex (Courting Alex, Fernsehserie, 10 Folgen)
- 2006–2007: Studio 60 on the Sunset Strip (Fernsehserie, 6 Folgen)
- 2007: Dr. House (House, Fernsehserie, Folge 3x14)
- 2007: Brothers & Sisters (Fernsehserie, Folge 2x04)
- 2008: Navy CIS (NCIS, Fernsehserie, Folge 5x15)
- 2008: Men in Trees (Fernsehserie, 2 Folgen)
- 2009: Lie to Me (Fernsehserie, Folge 1x01)
- 2009–2012: Drop Dead Diva (Fernsehserie, 52 Folgen)
- 2010: Criminal Intent – Verbrechen im Visier (Law & Order: Criminal Intent, Fernsehserie, Folge 9x08)
- 2010–2011: The Whole Truth (Fernsehserie, 3 Folgen)
- 2012: Castle (Fernsehserie, 2 Folgen)
- 2012: Shark Wrangles (Fernsehserie, 6 Folgen)
- 2012: Criminal Minds (Fernsehserie, Folge 8x03)
- 2013: Love. Sex. Life. (Afternoon Delight)
- 2013: Justified (Fernsehserie, Folge 4x03)
- 2013: Arrested Development (Fernsehserie, Folge 4x14)
- 2013: Suits (Fernsehserie, Folge 3x01)
- 2013: Dark Skies – Sie sind unter uns (Dark Skies)
- 2013–2014: Parenthood (Fernsehserie, 9 Folgen)
- 2014–2017: The Affair (Fernsehserie, 10 Folgen)
- 2017: Liebe zu Besuch (Home Again)
- 2018: Das etruskische Lächeln (The Etruscan Smile)
- 2018: Nashville (Fernsehserie, 8 Folgen)
- 2019: The Loudest Voice (Miniserie, 7 Folgen)
- 2021: WandaVision (Fernsehserie, 6 Folgen)
- 2022: Magnum P.I. (Fernsehserie, 2 Folgen)
- 2022: The Time Traveler’s Wife (Fernsehserie, 3 Folgen)
- 2022: Fleishman is in Trouble (Fernsehserie, 6 Folgen)